# Sony Ericsson C510
Sony Ericsson C510 är en 3,2-megapixels kameratelefon. Det är en quad-band-GSM med HSPA-stöd och har 262k TFT-färgskärm, Stereo Bluetooth, M2-kortplats för minne och FM-radio.